# Šaljivo verstvo
Šaljívo vérstvo, ali tudi posmehljívo vérstvo, je verstvo, ki poskuša oponašati in s tem izzivati druge, bolj tradicionalne oblike verovanja. Pogosto se poslužuje humorja, satire in burleske. Osnovano je kot posmeh oziroma parodija bodisi verstvu, ločini, posameznemu guruju, kultu ali novemu verskemu gibanju, lahko pa zgolj veri kot taki. V nekaterih primerih je šaljivo verstvo osredotočeno na norčevanje in skuša nuditi zavetje enako mislečim. Eden izmed razlogov je tudi poudarjanje pomanjkljivosti pro-verskih argumentov. Nekatera verstva so zaradi števila svojih privržencev že uspela absurdnosti verovanja zagotoviti mesto v duhovnosti.

## Primeri šaljivih verstev
- Čezvesoljska zombi cerkev blaženega zvonjenja je sodobno šaljivo verstvo v Sloveniji. Ustanovljena je bila marca 2013 in leta 2014 vpisana v register verskih skupnosti. Po številčnosti članstva je 5. največja cerkev v Sloveniji (okoli 11.000 članov) in najhitreje rastoče verstvo na Slovenskem.
- Cerkev leteče špagetne pošasti ali pastafarianstvo. Prvotno je obstoj Stvarnika v obliki krožnika špagetov z mesom navedel v satiričnem javnem pismu Bobby Handreson leta 2005 v okviru protesta proti odločitvi  Kansaškega državnega odbora za izobraževanje, da se pri predmetu naravoslovje v državnih šolah poleg evolucijskega nauka lahko poučuje tudi nauk o stvarjenju (kreacionizem). Handerson je zahteval, da se poučuje tudi njegovo predlagano teorijo.
- Kibologizem je šaljivo verstvo poimenovano po Kibu, ki je osrednja figura tega verstva. Verniki se imenujejo Kibologi. [1]
- Cerkev svete preproščine (CSP) je bila ustanovljena leta 2004 v Ljubljani[2]. Ustanovila jo je skupina vernikov, večinoma sociologov in politologov. Urad za verske skupnosti RS je odklonil registracijo te vere, na kar se je predstojnik CSP Gregor Lesjak pritožil na Upravno sodišče[3]. Upravni postopek za registracijo verske skupnosti ni končan. O primernosti registracije CSP so v upravnem postopku odločali izvedenci, člani Rimsko-katoliške cerkve in večinoma profesorji Teološke fakultete v Ljubljani[4]. Po večletnem upravnem sporu, ki ni bil zaključen, je CSP prenehala pritožbeni postopek, v upanju, da bo novi zakon o verskih in svetovnonazorskih skupnostih (predlog 2011) manj diskriminatorski[5].
- Jediizem je povzet po filmski uspešnici Vojna zvezd. Pripadniki se poosebljajo z vitezi Jedi in upoštevajo moralna pravila fantazijskega Jedija. Verjamejo v obstoj Sile in možnost povezave s Silo. Ena izmed cerkva Jedi se opisuje kot sinkretistična in vključujejo verovanja drugih verstev, na primer krščanstva, budizma, taoizma in šintoizma[6].
- Kopimizem je vera, utemeljena na svetovnem spletu, izhaja iz koncepta, da je deljenje datotek sveto dejanje[7], ki ga je potrebno zaščititi. Na švedskem so prejeli priznanje obstoja verske skupnosti Januarja 2012[8]. Verstvo je ustanovil študent filozofije, Isak Gerson[7].
- Nevidni rožnati samorog je parodija teistične definicije Boga. Verstvo podaja kritiko nepotvorljivi naravi verskih prepričanj na podoben način kot analogija o Russellovom čajniku.[9]
- Baptistična cerkev čez-zemeljnega je parodija ameriške ti. "Baptistične cerkve", sama cerkev izhaja iz svoje spletne strani in skupnosti, ki se je oblikovala okoli le te[10].

## Podrobnosti nekaterih šaljivih verstev

### Cerkev Leteče Špagetne Pošasti
Handerson, začetnik pastafarianstva, je v šolskih programih države Kansas zahteval obravnavo »teoriji o Stvarniku - Leteči Špagetni Pošasti« kot enakopravno drugim teorijam stvarjenja sveta in živih bitij. Nehote je Henderson ustvaril pošast: v nekaj mesecih je spletna stran dosegla čez milijon zadetkov. Henderson je izdal knjigo, Sveto Pismo Leteče Špagetne Pošasti. Privrženci Cerkve LSP organizirajo letna srečanja.
Novejši dogodek s pastafarijanstvom je zahteva avstrijskega ateista Nika Alma, da mu izdajo vozniško dovoljenje s fotografijo na kateri ima na glavi cedilo za špagete. Prvič je zahteval tako vozniško dovoljenje leta 2008, uspel je leta 2011. Poleg izpričevanja svojih dvomov v ustaljena verstva, je Alm protestiral proti predpisu, ki prepoveduje uradne slike s pokivali, razen, če gre za versko obeležje. Trdi, da je tak predpis diskriminatoren, saj dovoljuje uradne fotografije s pokrivalom le pripadnikom verskih skupnosti ne pa tudi pripadnikom drugih prepričanj.

### Cerkev svete preproščine
Po določilih statuta je Cerkev svete preproščine (CSP) religijsko gibanje, katerih verniki so hkrati tudi duhovniki. »Iskreno in globoko verjamejo v človeka«, berejo razprave Kanta, Hegla in Heideggerja ter hodijo na nedeljske izlete v naravo. Tedanji (2006) direktor urada za verske skupnosti Drago Čepar je registracijo CSP zavrnil, ker status navedene združbe določa, da je njihov član lahko samo oseba z najmanj univerzitetno visokošolsko izobrazbo ali visokošolsko izobrazbo z opravljenim magistrskim študijem oziroma ustrezno specializacijo ter najmanj desetimi leti delovnih izkušenj. Nemara je spregledal dejstvo, da o ostalih vernikih odloča skupščina cerkve. Tudi nekatere druge cerkve, vključno z RKC omejujejo duhovniške funkcije na visoko izobražene moške osebe. 
Predstavnik Cerkve svete preproščine Gregor Lesjak je prvo ugodno sodbo Upravnega sodišča pospremil z izjavo:
»Sodba Upravnega sodišča je potrdila naše prepričanje. Na prvi pogled je težko verjeti, da je specializirana vladna služba izgubila tožbo zaradi nerazumevanja ustavne kategorije enakosti pred zakonom, torej pravne podlage, ki bi jo morala v svojem delu uporabljati najbolj pozorno in pogosto. Prav nič spodbudno ni niti dejstvo, da se je Cerkev svete preproščine po dvaindvajsetih mesecih naporov za pridobitev pravne osebnosti spet znašla na vratih vladnega Urada za verske skupnosti, ki je za svoj prvi in doslej edini odgovor potreboval pet mesecev ter posredovanje drugostopenjskega organa in varuha človekovih pravic«.
Urad za verske skupnosti se je  leta 2007 razglasil za nepristojnega za odločanje o vprašanju registracije verske skupnosti in vlogo CSP zavrgel. Gregor Lesjak, sociologa s Filozofske fakultete v Ljubljani in soustanovitelja Cerkve svete preproščine, je potezo ocenil kot 
... žalostno podobo pravne države, kjer lahko njen urad »odkloni registracijo verske skupnosti z vsakršnim, tudi smešnim ali ne-argumentom, verska skupnost pa mora potem vsaj leto dni čakati na Upravno sodišče, da spet uravna postopek in zadevo vrne v ponovno odločanje. Krog je tako sklenjen, pravnega sredstva (tožbe) pa sploh ni mogoče uveljaviti«.
Upravni spor se je nadaljeval brez končnega uspeha. Pritožnik, CSP, je prenehal s pritožbami na instance. Ustanovitelji so se po spremembi vlade leta 2008 uspeli neposredno vključiti v delo Urada Vlade RS za verske skupnosti in so sodelovali pri pripravi novega predloga zakona o verskih in svetovnonazorskih skupnostih, ki je leta 2011 bil v zakondajne postoku v državnem zboru . Po tem zakonu naj bi bila registracija religijskih in svetovnonazorskih (na primer ateističnih) skupnosti bistveno olajšana.

### Jediizem
Pripadniki jediizma so imeli nekaj težav zaradi nošenja ogrinjala s kapuco, ki je niso hoteli odkriti.
V nekaterih angleško govorečih državah so pri ljudskem štetju v letu 2001 zaznali veliko število oseb, ki so se izjasnile kot pripadniki Jediizma ali Vitezi Jedi . V Novi Zelandiji je bilo takih oseb 1,5% vsega prebivalstva.